# کاترینا پیوونکوا
کاترینا پیوونکوا (به انگلیسی: Kateřina Pivoňková) (زادهٔ ۶ مهٔ ۱۹۷۹) شناگر اهل جمهوری چک است.